# Constitution malienne de 1992
Pour les articles homonymes, voir Constitution du Mali.
Lire en ligne

Consulter

Constitution malienne de 1974 Constitution malienne de 2023

les armoires du Mali

La Constitution de la république du Mali ou Constitution de la IIIe République, est la loi fondamentale du Mali, adoptée le 12 janvier 1992 à la suite d'un référendum constitutionnel.

## Constitutions précédentes
La Constitution du 22 septembre 1960 instaure un régime présidentiel fortement centralisé. Après le coup d’État militaire du 19 novembre 1968 elle est abrogée et remplacée par une loi fondamentale le 28 novembre 1968 (ordonnance no 1 du CMLN portant organisation des pouvoirs publics) en attendant un référendum constitutionnel.
La Constitution du 2 juin 1974 est adoptée par référendum avec 99 % de oui. Les militaires restent seuls au pouvoir avec un parti unique.
L'Acte fondamental  no 1 du 31 mars 1991 instaure au Mali un régime de « Transition démocratique ».

## Organisation et résumé
Le texte est constitué d'un préambule suivi de 122 articles.
Le préambule indique notamment que le peuple malien souscrit à la Déclaration universelle des droits de l'homme du 10 décembre 1948 et à la Charte africaine des droits de l'homme et des peuples du 27 juin 1981.
Bien qu'adopté par une junte militaire, le texte considère le fait de commettre un coup d'État comme étant un « crime imprescriptible ».
Les articles définissent un grand nombre de devoirs et de droits, parmi lesquels la liberté, la sécurité, la non-discrimination, l'instruction et le travail.

## Remplacement
Au début de la guerre du Mali, la junte militaire au pouvoir en 2012 adopte le 26 mars une nouvelle constitution. Toutefois, elle n'est pas mise en œuvre, et la cour constitutionnelle du Mali continue à respecter l'ancienne constitution de 1992.
Lors du coup d'État de 2020 elle est complétée par la charte de la transition adoptée par les militaires qui instaurent un Comité national pour le salut du peuple. En octobre 2022, le projet de constitution est présenté à Assimi Goïta, Le projet de révision constitutionnelle vise notamment à mettre en œuvre certains engagements de l'accord pour la paix et la réconciliation au Mali signé en 2015, en confiant un rôle accru aux collectivités territoriales. Seront ainsi mis en place des conseils régionaux élus dans les dix régions du Mali - dont deux nouvellement créés au nord - allant de pair avec la création d'un Sénat, offrant ainsi une meilleure représentativité au nord du pays, faiblement peuplé mais très étendu. Le texte transforme le régime semi-présidentiel en régime présidentiel où le président de la République est chargé de la conduite de la politique de la nation, et qui nomme un Premier ministre et un gouvernement responsables devant lui sans tenir compte du Parlement. Il prévoit également la création d'une Cour des comptes. Il permettrait au président de nommer un tiers des membres du Sénat, ainsi que le président de la Cour constitutionnelle. Le texte légalise également les tribunaux traditionnels et religieux et reconnaît aux langues nationales du pays, un futur statut de langues officielles. Le nouveau texte est adopté lors du référendum constitutionnel malien de 2023.

## Compléments